# Out from the Dark
Out from the Dark è la prima raccolta del gruppo musicale norvegese Mayhem, pubblicata nel 1996 dalla Black Metal Records.

## Descrizione
Il disco consiste di materiale registrato all'inizio del 1991, ma non pubblicato ufficialmente fino al 1996. Si tratta delle ultime incisioni in studio con il cantante Dead, suicidatosi l'8 aprile 1991. Le canzoni eseguite provengono dall'EP Deathcrush (1987) e dall'album De Mysteriis Dom Sathanas (1994).

## Tracce
1. Pure Fucking Armageddon – 2:59
2. Funeral Fog – 5:20
3. Freezing Moon – 6:13
4. Buried by Time and Dust – 5:32
5. Deathcrush – 3:22
6. Chainsaw Gutsfuck – 3:43
7. Necrolust – 3:18

## Formazione
- Dead – voce
- Euronymous – chitarra
- Necrobutcher – basso
- Hellhammer – batteria